# Maidakî, Lebedîn
Maidakî (în ucraineană Майдаки) este un sat în comuna Pidoprîhorî din raionul Lebedîn, regiunea Sumî, Ucraina.

## Demografie
Componența lingvistică a localității Maidakî
     Ucraineană (100%)
Conform recensământului din 2001, toată populația localității Maidakî era vorbitoare de ucraineană (100%).